# 발라드 이름없는 사랑 노래
발라드 이름없는 사랑 노래(BALLAD 名もなき恋のうた)는 2009년 9월 5일에 개봉한 야마자키 다카시 감독의 일본 영화이다.

## 개요
애니메이션 《짱구는 못말려 - 태풍을 부르는 장엄한 전설의 전투》를 원작으로 한 작품, 주연 구사나기 쓰요시가 연기하는 무사와 아라가키 유이가 연기하는 공주의 러브 스토리를 실사화하였다. 광고지나 엽서에는 원작의 주인공인 노하라 신노스케와 함께한 도안이 프린트되어있는 것도 있다.
TV 아사히 《풋스마》를 시작으로 다양한 프로그램에서 선전, 계열 24개국의 아나운서가 렌히메 아나운서로 분해 PR을 실시했다. 원작인 《짱구는 못말려》에서는 《센고쿠 신짱》(전국 짱구)가 방영되었다.

## 줄거리
1574년 센고쿠 시대, 이지리 마타베라는 이름의 사무라이가 있다. 남자는 목숨을 걸고 가스가 국의 공주 렌을 지켜왔다. 대전의 날, 눈 앞에 나타난 이상한 소년 때문에 마타베는 목숨을 구한다. 미래에서 왔다고 말하는 소년 가와카미 신이치와 함께 지내게 되고 두 사람 사이에 서서히 정이 생겨간다.
그러나 당시 가스가 국에는 커다란 난제가 부상하고 있었다. 렌의 아름다움에 반한 강국의 주인 오쿠라이 다카토라가 혼례를 신청해 왔던 것. 그 때 신이치의 부모 미사코와 아키라도 큰 상수리나무 아래에 있던 신이치의 편지를 발견하고 마타베가 있는 시대로 타임 슬립해 나타난다.
엇갈리고 말았지만 가와카미 일가의 존재에 영향을 받아 자신의 마음에 솔직해지기 시작하는 마타베와 렌. 하지만 비정하게도 가스가 국을 건 싸움이 시작되려 하고있다.

## 출연
- 이지리 마타베 : 구사나기 쓰요시
- 렌히메(공주) : 아라가키 유이
- 가와카미 신이치 : 다케이 아카시
- 가와카미 미사코 : 나쓰카와 유이
- 가와카미 아키라 : 쓰쓰이 미치타카
- 니에몬 : 후키코시 미쓰루
- 오사토 : 사이토 유키 (특별 출연)
- 오쿠라이 다카토라 : 오사와 다카오

## 제작진
- 감독, 각본, VFX : 야마자키 타카시
- 원작 : 영화 《짱구는 못말려 - 태풍을 부르는 장엄한 전설의 전투》 (우스이 요시토 / 감독, 각본 : 하라 케이치)
- 음악 : 사토 나오키
- 배급 : 도호
- VFX 프로덕션 : 시라쿠미
- 기획, 제작 프로덕션 : ROBOT
- 제작 간사 : TV 아사히, ROBOT
- 제작 : 《발라드 이름없는 사랑 노래》 제작위원회 (TV 아사히, ROBOT, 도호, 제이 드림, 덴쓰, ADK, 레프로 엔터테인먼트, 신에이동화, 후타바사, 소학관, 시라쿠미, 마이니치 방송)
- 협력 : 홋카이도 TV 방송, 아오모리 TV, 이와테 아사히 TV, 히가시닛폰 방송, 아키타 아사히 방송, 야마가타 TV, 후쿠시마 방송, 니가타 TV21, 나가노 아사히 방송, 호쿠리쿠 아사히 방송, 시즈오카 아사히 TV, 히로시마 홈TV, 야마구치 아사히 방송, 세토나이카이 방송, 에히메 아사히 TV, 규슈 아사히 방송, 나가사키 문화방송, 구마모토 아사히 방송, 오이타 아사히 방송, 가고시마 방송, 류큐 아사히 방송) (이상 ANN21사)

## 주제가
- alan - 〈발라드 이름없는 사랑 노래〉

## 같이 보기
- 짱구는 못말려